# Ulrich Schweier
Ulrich Schweier (* 1955) ist ein deutscher Slawist. Er ist pensionierter Professor an der Ludwig-Maximilians-Universität München.

## Leben
Schweier wurde 1996 an die Fakultät für Sprach- und Literaturwissenschaften berufen und lehrte dort bis 2021 im Department II Slawische Philologie. Seine Arbeitsgebiete sind die historische und Textlinguistik, die Morphologie und Typologie der slavischen Sprachen, Prototypen- und Grammatikalisierungstheorie sowie die Ukrainistik.
An Projekten arbeitete er unter anderem an der Exzellenzinitiative der Graduiertenschule für Ost- und Südosteuropastudien (mit der Universität Regensburg) und am Online-Informationssystem KODEKS für den Unterricht zum slavischen Mittelalter, das er mit der Universität Bamberg aufgebaut hat.